# Lumpectomie

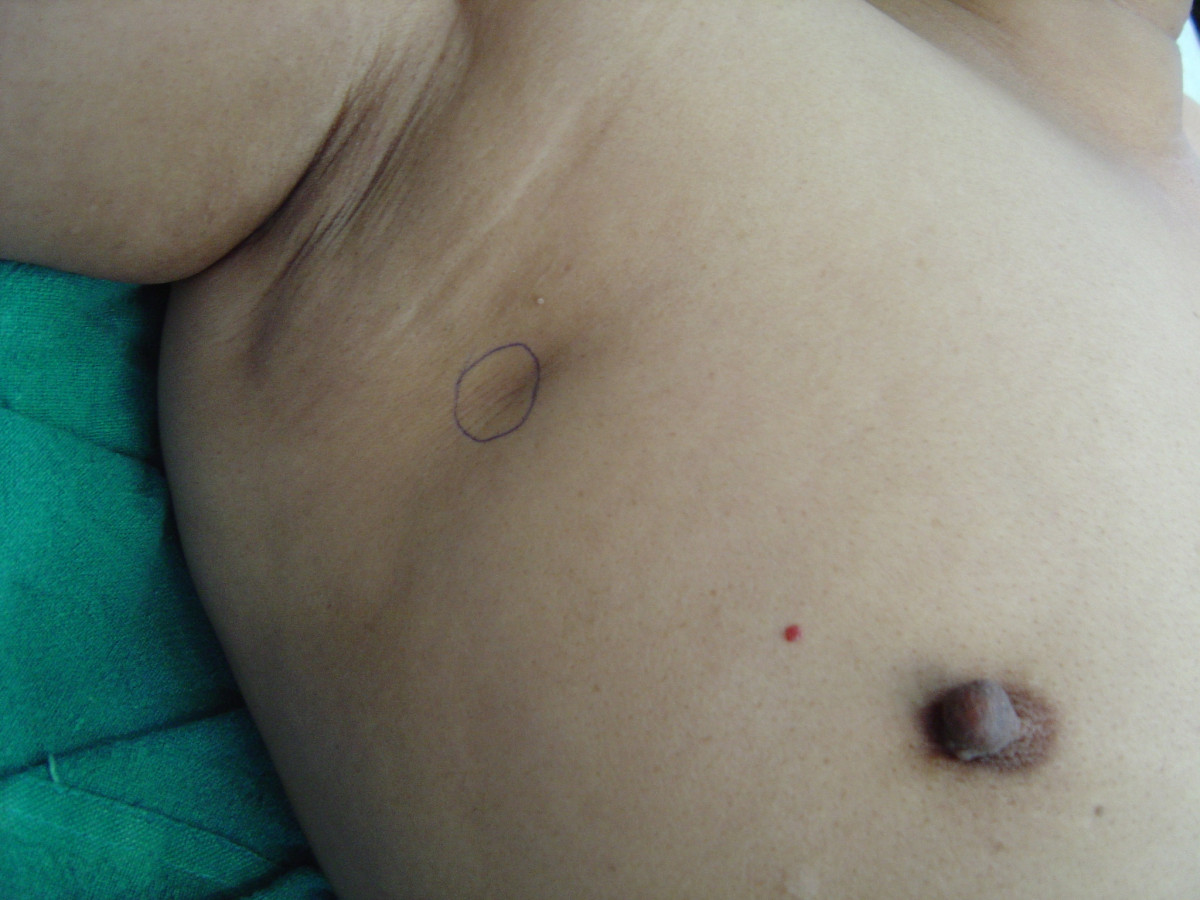
De locatie van het gezwel voor een lumpectomie

Een lumpectomie of borstsparende operatie is het chirurgisch verwijderen van een kankergezwel uit de borst. De borst zelf blijft behouden. Lumpectomie wordt toegepast als remedie tegen borstkanker als het gezwel nog klein is; dit is het geval bij ongeveer twee derde van de borstkankerpatiënten. Hij wordt ook toegepast bij DCIS (ductal carcinoma in situ), een voorstadium van borstkanker. Een lumpectomie kan meestal in een dagopname worden uitgevoerd. De overlevingskans is bij een lumpectomie even groot als bij een borstamputatie.
Tijdens de operatie verwijdert de chirurg het gezwel plus een stukje omliggend gezond weefsel, om er zeker van te zijn dat alle kankercellen verwijderd worden. Het verwijderde weefsel wordt onderzocht om te controleren of de snijranden schoon zijn, dat wil zeggen dat er geen kankercellen zijn achtergebleven. Vaak wordt ook de oksel onderzocht op uitzaaiingen via de lymfeklieren: de chirurg verwijdert dan een aantal lymfeklieren en er wordt direct bekeken of hierin kankercellen zitten. Wanneer alle lymfeklieren uit de oksel verwijderd worden, heet dit een okseltoilet of okselkliertoilet. In plaats van het okseltoilet wordt steeds vaker onderzocht of er kankercellen in de schildwachtklier(en) zitten, de eerste klier(en) waarheen kankercellen uitzaaien. Deze kan in de oksel zitten maar ook bij het sleutelbeen of het borstbeen, afhankelijk van de plaats van het gezwel in de borst.
Om de kans dat de kanker terugkomt te verkleinen, wordt de borst doorgaans aansluitend bestraald. Als de snijvlakken niet schoon zijn of als er een uitzaaiing wordt gevonden in de schildwachtklier, kan besloten worden tot een tweede operatie of tot extra bestralingen.
Als een groot deel van de borst verwijderd moet worden, kan de plastisch chirurg direct nadat de chirurg het gezwel heeft verwijderd, de vorm van de borst herstellen. Soms vindt na de bestraling een plastisch chirurgische ingreep plaats.